# F/A-XX
De F/A-XX is een gevechtsvliegtuig (Fighter) / aanvalsvliegtuig (Attack aircraft) van de zesde generatie die luchtoverwicht moet bieden en tegen 2030 de F/A-18E/F Super Hornet moet vervangen bij de United States Navy.
De F/A-XX maakt deel uit van de Next Generation Air Dominance (NGAD) familie van systemen.

## Concept
In juli 2009 publiceerde Boeing hun concept voor de F/A-XX. 
Ze stelden een vliegtuig met twee motoren maar zonder staart voor.
De cockpit biedt plaats aan twee piloten en de vleugels gaan over in de romp.
Naargelang de missie kan de F/A-XX bemand of onbemand vliegen.
De Northrop Grumman X-47B is ook voorgesteld.
In 2011 wilde het United States Department of Defense (DoD) de F/A-18C/D Hornets vervangen door 220 F-35 Lightning II. 
In maart 2011 toonde een analyse van alternatieven ofwel meer F-35C's kopen, ofwel een nieuw vliegtuig ontwikkelen, ofwel beide.
In een verslag van mei 2011 aan het Amerikaans Congres wilde het United States Department of Defense meer  F-35 Lightning II's kopen om de 556 F/A-18 Super Hornets te vervangen.

## Request For Information
In april 2012 stuurde de United States Navy een Request For Information (RFI) uit. De F/A-XX moet:
- kunnen opstijgen van en landen op vliegdekschepen van de  Nimitzklasse en de Gerald R. Ford-klasse
- luchtgevechten winnen
- luchtoverwicht behalen
- luchtsteun bieden
- elektronische oorlogvoering aankunnen
- cyberoorlog aankunnen
- supercruising snelheden halen
- meer wapens kunnen meenemen dan de  F/A-18 Super Hornet
- stealth eigenschappen hebben
- sensoren en elektronica binnen in de romp hebben
- in een netwerk kunnen vechten
- bemand, onbemand of optioneel bemand kunnen vliegen
- over datalinks kunnen communiceren met de grond, andere vliegtuigen of satellieten
- een open architectuur hebben zodat sensoren en wapens per missie aanpasbaar zijn
- een groter bereik hebben dan de F/A-18 Super Hornet
- kunnen bijtanken in de lucht

## Boeing
Boeing stelde hun F/A-XX-concept voor in april 2013. Het heeft:
- twee motoren
- stealth eigenschappen
- geen staart voor betere stealth, sturen met stuwstraalbesturing
- diverterless supersonic inlets zoals de F-35 Lightning II
- canards
- mogelijkheid om bemand en/of onbemand te vliegen
- een camera voor de piloot om achteruit te kijken

## Analyse van alternatieven
Op 9 september 2014 kondigde de United States Navy aan dat de analyse van alternatieven voor de F/A-XX in 2015 zou beginnen. Ze belegden vergaderingen met de industrie om aan de eisen te voldoen, een familie van systemen te ontwikkelen en mission systems, avionica en nieuwe wapens te bespreken.
De Chief of Naval Operations (CNO) Jonathan Greenert zei in februari 2015 dat de F/A-XX minder afhangt van snelheid en stealth dan de F/A-18 Super Hornet dankzij betere radar en hypersonische lucht-luchtraketten.
In mei 2015 zei de minister van de Marine, Ray Mabus dat de F/A-XX bemand, onbemand, of optioneel bemand kan vliegen. en verkiest net als Elon Musk onbemand.
Jonathan Greenert verkiest een optioneel bemand vliegtuig met ofwel een piloot, ofwel meer sensoren. Een onbemand vliegtuig brengt het leven van de piloot niet in gevaar, spaart de massa en het volume van de piloot en zijn schietstoel en kan grotere g-krachten aan, maar hangt af van datalinks en is kwetsbaar voor elektronische oorlogvoering of cyberoorlog.
Op 4 april 2019 stelde rear admiral Scott D. Conn, directeur luchtoorlog bij het bureau van de Chief of Naval Operations, dat de analyse van alternatieven voor the F/A-XX zou klaar zijn in de lente van 2019 met een eindrapport in de zomer van 2019.

## Financiering
In juni 2019 was de analyse van alternatieven klaar en begon de United States Navy de ontwikkeling, maar er rezen twijfels over de financiering. Bryan Clark van het Hudson Institute voorspelde dat het programma zou leiden naar een aanpassing van de F-35 Lightning II of de F/A-18 Super Hornet.
Tot 2024 was het budget geheim maar groot. De United States Navy stelde de F/A-XX uit.

## Boeing of Northrop Grumman
Op 5 maart 2025 meldde Reuters dat het voorstel van Lockheed Martin verworpen was omdat het niet beantwoordde aan de eisen. Boeing en Northrop Grumman blijven over.

## Concurrenten
Soortgelijke stealth gevechtsvliegtuigen van de zesde generatie die er commercieel en/of militair mee wedijveren:
- China Shenyang J-50 voor de Marine van het Volksbevrijdingsleger
- China Chengdu J-36 voor de Luchtmacht van het Volksbevrijdingsleger
- Rusland MiG-41
- Frankrijk Système de Combat Aérien du Futur
- Verenigd Koninkrijk BAE Systems Tempest
- Verenigde Staten Boeing F-47 voor de United States Air Force